# Vražedkyně z Nagyrévu

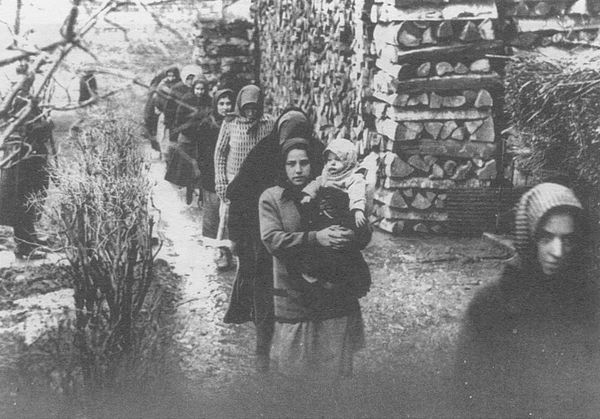
Obžalované v případu otrav arzenem v oblasti Tiszazug na procházce na dvoře věznice Szolnok

Vražedkyně z Nagyrévu byla skupina žen z vesnice Nagyrév v Maďarsku, která mezi lety 1914–1929 arsenem otrávila a usmrtila 40–100 lidí. Arsen ženám dodávala místní porodní bába Zsuzsanna Fazekasová, která je zároveň k vraždám nabádala.

## Vraždy
Zsuzsanna Fazekasová byla žena ve středním věku, která se živila jako porodní bába. Do Nagyrévu se přistěhovala v roce 1911. V této době byl už její manžel nezvěstný. Mezi lety 1911 a 1921 byla desetkrát ve vězení za provedení nelegálních interrupcí, za což však byla vždy propuštěna soudci, kteří interrupce schvalovali.
V tehdejší maďarské společnosti byly běžné dohodnuté sňatky, kdy se náctileté dívky musely provdat za muže, které vybírala rodina. Dívky byly nuceny podřídit se volbě rodičů. Rozvody nebyly společensky akceptovatelné, a to ani v případech, kdy byl manžel násilník nebo alkoholik. Během 1. světové války, kdy byli bojeschopní muži posláni na frontu, byli do Nagyrévu umístěni váleční zajatci, aby zde pracovali na polích. Místní ženy, které se musely samy postarat o celou rodinu a hospodářství, zatímco jejich muži byli pryč, si ze zajatců často dělaly své milence. Když se jejich muži vrátili z války, mnoho zálety svých manželek odmítlo s přáním vrátit se ke starému způsobu života. Mnohým ženám, které se za dobu nepřítomnosti svých manželů osamostatnily, se návrat k životu v podřízenosti značně příčil. Fazekasová začala ženy tajně přesvědčovat, že řešením jejich situace bude své manžely otrávit pomocí arsenu získaného z vyvařených mucholapek.
Po vraždě manželů některé ženy přistoupily k otravě svých rodičů, kteří se pro ně stali přítěží nebo kvůli získání dědictví. Další otrávily své milence, některé i své syny. První otrava v Nagyrévu se odehrála v roce 1911. Nejednalo se o čin spáchaný Zsuzsannou Fazekasovou. Brzy následovala úmrtí dalších manželů, dětí a rodinných příslušníků.
Otravy byly „v kurzu” a v polovině 20. let si Nagyrév vysloužil přezdívku „vražedná oblast”. Odhaduje se, že během 18 let, kdy zde Zsuzsanna Fazekasová žila, bylo spácháno 45–50 vražd. Měla nejblíž k tomu, koho lze nazývat místní lékařkou, zároveň její bratranec byl úředník, který vyplňoval úmrtní listy, čímž vraždy zůstaly neodhaleny.

## Zatčení
Existují tři protichůdné verze o tom, jak byly vražedkyně z Nagyrévu nakonec odhaleny. Podle jedné z nich byla jedna z vražedkyň Szabóová přistižena při činu dvěma návštěvníky, kteří její pokusy o otrávení přežili. Szabóová pak obvinila jistou Bukenoveskou, která zase ukázala na Fazekasovou. Další verze uvádí, že student medicíny ze sousedního města zjistil vysoké množství arsenu v těle, které na břeh vyplavila voda, což vedlo k vyšetřování. Podle maďarsko-amerického historika Bély Bodóa se vraždy dostaly na veřejnost v roce 1929, když redaktorovi místních novin přišel anonymní dopis, který obviňoval ženy z tiszazugské oblasti z otravy několika členů rodiny.
Úřady exhumovaly z místního hřbitova desítky těl. Z otrav bylo obviněno 34 žen a jeden muž. Souzeno bylo 26 žen, mezi nimiž byla i Fazekasová. Osm bylo odsouzeno k smrti, ale pouze dvě byly popraveny. Dalších 12 bylo uvězněno. Sama Zsuzsanna Fazekasová paradoxně trestu unikla, jelikož se oběsila.

## V kultuře
Vraždy v Nagyrévu jsou tématem dokumentárního filmu The Angelmakers (2005) a filmu Hukkle (2002) maďarského režiséra Györgyho Pálfiho.